# Black Gives Way to Blue (utwór)
Black Gives Way to Blue – ballada rockowa amerykańskiej grupy muzycznej Alice in Chains, pochodząca z wydanego w roku 2009 albumu Black Gives Way to Blue. Ukazał się on nakładem wytwórni Virgin/EMI. Utwór został zamieszczony na jedenastej, ostatniej pozycji na płycie. Trwa 3 minuty i 4 sekundy i jest najkrótszą kompozycją zawartą na albumie. W utworze gościnnie na fortepianie zagrał Elton John. Autorem tekstu oraz kompozytorem jest gitarzysta grupy Jerry Cantrell. Utwór jest hołdem złożonym przez muzyków Alice in Chains dla zmarłego w kwietniu 2002 Layne’a Staleya.
W 2009 magazyn muzyczny Metal Hammer uznał ten utwór za najlepszą kompozycję zawartą na albumie.

## Znaczenie tekstu, budowa utworu
Tekst utworu napisał gitarzysta grupy Jerry Cantrell. Warstwa liryczna, mająca charakter melancholii, tęsknoty, żalu, jak i sam utwór, są w całości poświęcone pamięci Layne’a Staleya, współzałożyciela i długoletniego wokalisty grupy, który zmarł w kwietniu 2002, po prawie dziesięciu latach walki z nałogiem narkotykowym. Kompozycja charakteryzuje się bardzo łagodnym, nostalgicznym brzmieniem, gdzie słychać jest grę gitary akustycznej, elektrycznej i fortepianu. Podkreśla to w pewien sposób powagę tematu do którego odnosi się kompozycja. W utworze na fortepianie gościnnie zagrał znany piosenkarz i kompozytor Elton John. Ponadto w utworze na wibrafonie zagrała Lisa Coleman. Kompozycja nie posiada partii sekcji rytmicznej. 
W jednym z wywiadów Cantrell tak oto skomentował udział Eltona Johna muzyka w nagraniu: 

Rozważaliśmy dodanie do piosenki partii fortepianu i znajomy zasugerował, byśmy zadzwonili do Eltona. Pamiętam, że roześmiałem się i rzekłem: „Jasne, zaraz go ściągnę”. Postanowiłem jednak, że warto spróbować. Napisałem więc e-mail do Eltona wyjaśniając, jak wiele ten utwór dla nas znaczy; że jest prawdziwą, niewygładzoną, szczerą piosenką dla Layne’a. Wysłaliśmy mu utwór i niedługo później on do nas zadzwonił. Powiedział, że według niego to piękna kompozycja i chętnie na niej zagra. Byliśmy w szoku. Elton John wywarł na mnie ogromny wpływ jako autor piosenek, więc jego występ w tym utworze jest dla nas wielkim zaszczytem. Elton właśnie kończył serię występów zatytułowaną Red Piano w Las Vegas, więc przylecieliśmy tam i spędziliśmy razem kilka owocnych godzin. Gdy wszedłem do studia, zobaczyłem nuty do naszej piosenki na fortepianie Eltona: to bardzo wiele dla mnie znaczyło. Całe doświadczenie było magiczne.

Sam Elton John również odniósł się do swego udziału w utworze:

Od lat podziwiam Jerry’ego Cantrella, więc gdy poprosił mnie o zagranie w utworze „Black Gives Way to Blue”, było mi bardzo miło i nie mogłem sobie odmówić tej przyjemności. Sesja nagraniowa z Alice in Chains była wspaniała, nagraliśmy piękną piosenkę.

W wywiadzie dla musicradar.com. producent Nick Raskulinecz wyznał, że nagrywanie utworu było bardzo emocjonującym momentem: „To była jedna z ostatnich rzeczy jaką zrobiliśmy. To był moment pożegnania Layne’a przez Jerry’ego. Pamiętam, że kiedy Jerry to śpiewał, w studio można było usłyszeć muchę. Kilku chłopaków musiało opuścić studio - to było dla nich zbyt ciężkie. Siedziałem za konsoletą ze łzami w oczach, płacząc za facetem, którego nawet nigdy nie spotkałem”.

## Utwór na koncertach
Kompozycja zadebiutowała na koncercie w TriBeCa 9 września 2009, w ramach międzynarodowej trasy Black Gives Way to Blue Tour. 10 listopada zespół wykonał utwór podczas występu w programie Later with Jools Holland w Londynie. Utwór podczas trasy został wykonany 22-krotnie na 85 występów. Głównie wykonywany był w akustycznej wersji. Ponadto został również dwukrotnie wykonany podczas trasy Blackdiamondskye w 2010.

## Twórcy

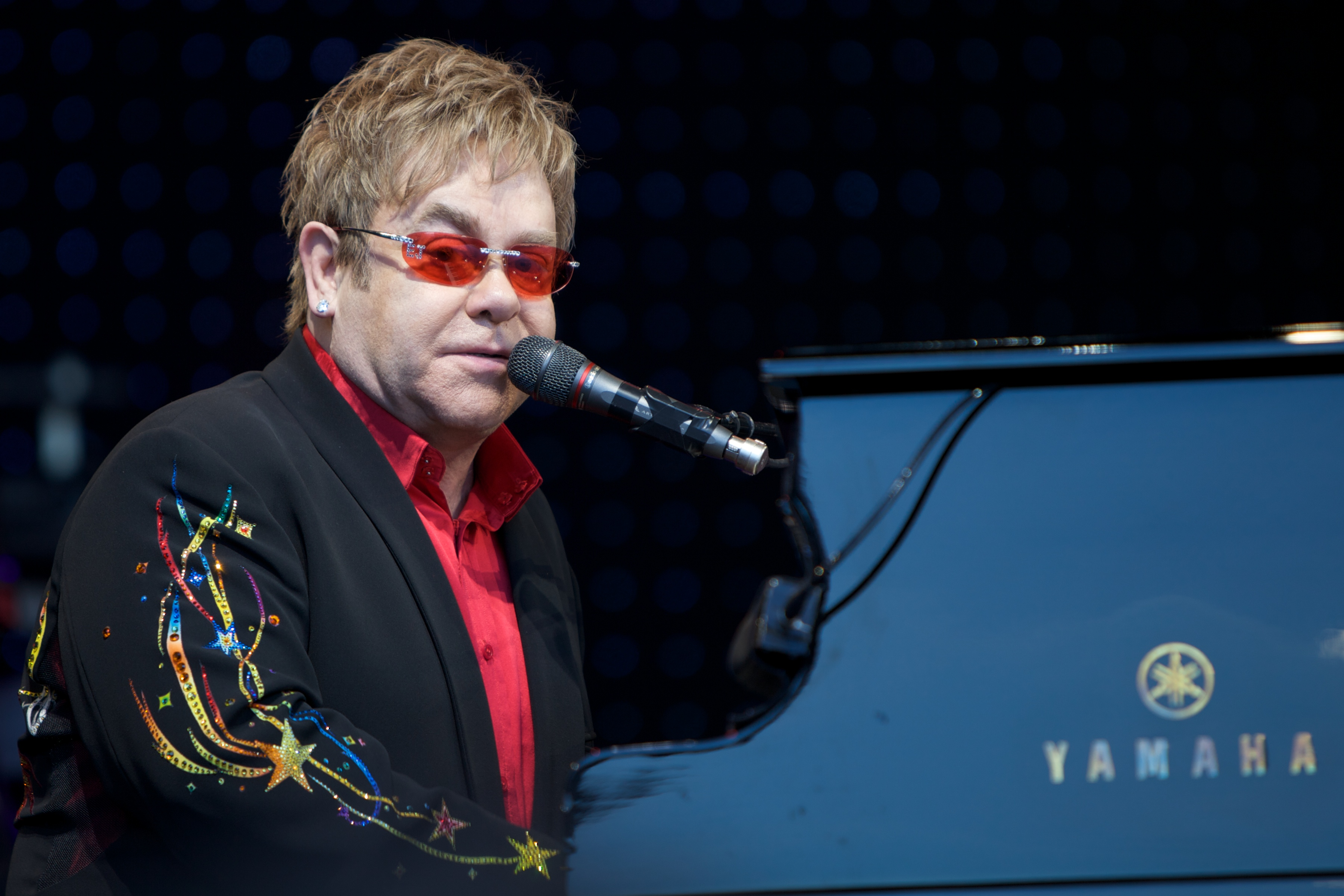
W utworze gościnnie wystąpił Elton John

Opracowano na podstawie materiału źródłowego:
Alice in Chains
- Jerry Cantrell – śpiew, gitara akustyczna, gitara elektryczna

Muzycy sesyjni
- Elton John – fortepian
- Lisa Coleman – wibrafon

Produkcja
- Nagrywany: 23 października 2008–18 marca 2009 w 606 Studio w Northridge, Los Angeles
- Producent muzyczny: Nick Raskulinecz
- Inżynier dźwięku: Paul Figueroa, Nick Raskulinecz
- Asystent inżyniera dźwięku: Kevin Mills, Martin Cooke
- Asystent techniczny w studio: John Lousteau
- Miksowanie: Randy Staub w Henson Recording Studios, Los Angeles oraz Warehouse Studios, Vancouver
- Mastering: Ted Jensen w Sterling Sound, Nowy Jork
- Asystent techniczny w 606 Studios: John Lousteau
- Projekt okładki: Alice in Chains oraz Matt Taylor
- Design: Matt Taylor w Varnish Studio Inc.
- Zdjęcia w studio: John Lousteau
- Zdjęcia zespołu: James Minchen III
- Zdjęcia: Rocky Schenck

- Aranżacja: Jerry Cantrell
- Tekst utworu: Jerry Cantrell